# Jauheni Sobal
Jauheni Sobal (belarussisch Яўгеній Собаль; * 7. April 1981) ist ein belarussischer Radrennfahrer.

## Sportliche Laufbahn
Jauheni Sobal wurde 2001 belarussischer Meister im Straßenrennen. 2003 wiederholte er diesen Erfolg und gewann auch das Zeitfahren. Bei der U23-Bahnradeuropameisterschaft 2003 in Moskau gewann Sobal die Bronzemedaille in der Mannschaftsverfolgung. In der  gewann er zwei Etappen der International Presidency Turkey Tour. 2006 gewann er eine Etappe beim Giro della Valle d’Aosta und 2009 eine Etappe der Serbien-Rundfahrt. Mitte 2010 beendete er nach dem Course de la Solidarité Olympique seine internationale Karriere zunächst.
Im Mai 2016 kehrte Sobal in den Radsport zurück, nachdem er einen Vertrag beim Minsk Cycling Club erhalten hatte. Er gewann die Course de la Solidarité Olympique und wurde Dritter der belarussischen Zeitfahrmeisterschaft. 2019 gewann er die Five Rings of Moscow und wurde zweifacher nationaler Meister, im Straßenrennen und im Einzelzeitfahren.

## Erfolge
2001
- Belarussischer Meister – Straßenrennen

2003
- Belarussischer Meister – Straßenrennen, Einzelzeitfahren

2004
- zwei Etappen Türkei-Rundfahrt

2006
- eine Etappe Giro della Valle d’Aosta

2008
- Mannschaftszeitfahren Settimana Ciclistica Lombarda

2009
- eine Etappe Serbien-Rundfahrt

2016
- Gesamtwertung, Bergwertung und eine Etappe Course de la Solidarité Olympique

2017
- Belarussische Meisterschaft – Einzelzeitfahren

2019
- Gesamtwertung Five Rings of Moscow
- Horizon Park Race for Peace
- Belarussischer Meister – Einzelzeitfahren, Straßenrennen

2020
- Belarussischer Meister – Straßenrennen

2024
- Belarussischer Meister – Straßenrennen

## Teams
- 2004 Grupa PSB Kreisel
- 2007 Cinelli-Endeka-OPD
- 2008 Team Tinkoff Credit Systems
- 2009 Amica Chips-Knauf (bis 28.02.)
- 2009 Centri della Calzatura (ab 1. März)
- 2010 Partizan Srbija
- 2016 Minsk Cycling Club
- 2017 Minsk Cycling Club
- 2018 Minsk Cycling Club
- 2019 Minsk Cycling Club
- 2020 Minsk Cycling Club